# Andrievîci, Iemilciîne
Andrievîci (în ucraineană Андрієвичі) este o comună în raionul Iemilciîne, regiunea Jîtomîr, Ucraina, formată numai din satul de reședință.

## Demografie
Componența lingvistică a comunei Andrievîci
     Ucraineană (98,99%)
     Alte limbi (0,89%)
Conform recensământului din 2001, majoritatea populației comunei Andrievîci era vorbitoare de ucraineană (98,99%), existând în minoritate și vorbitori de alte limbi.